# S&P/NZX 50
S&P/NZX 50（NZ50）は、ニュージーランドを代表する株価指数。ニュージーランド証券取引所（NZX）に上場する浮動株に基づく、調整時価総額上位50銘柄で構成される調整時価総額加重平均型株価指数（浮動株基準株価指数）である。
2003年3月にNZSX 50指数として導入された後、NZSE 40指数に変更され、2005年よりNZX50インデックスに再改編された。NZSE 40 キャピタル指数は1992年にバークレイズ指数に代わって使用されるようになった。バークレイズ指数は現在でもニュージーランド証券取引所によって編成されているが、広く利用されてはいない。

## 構成

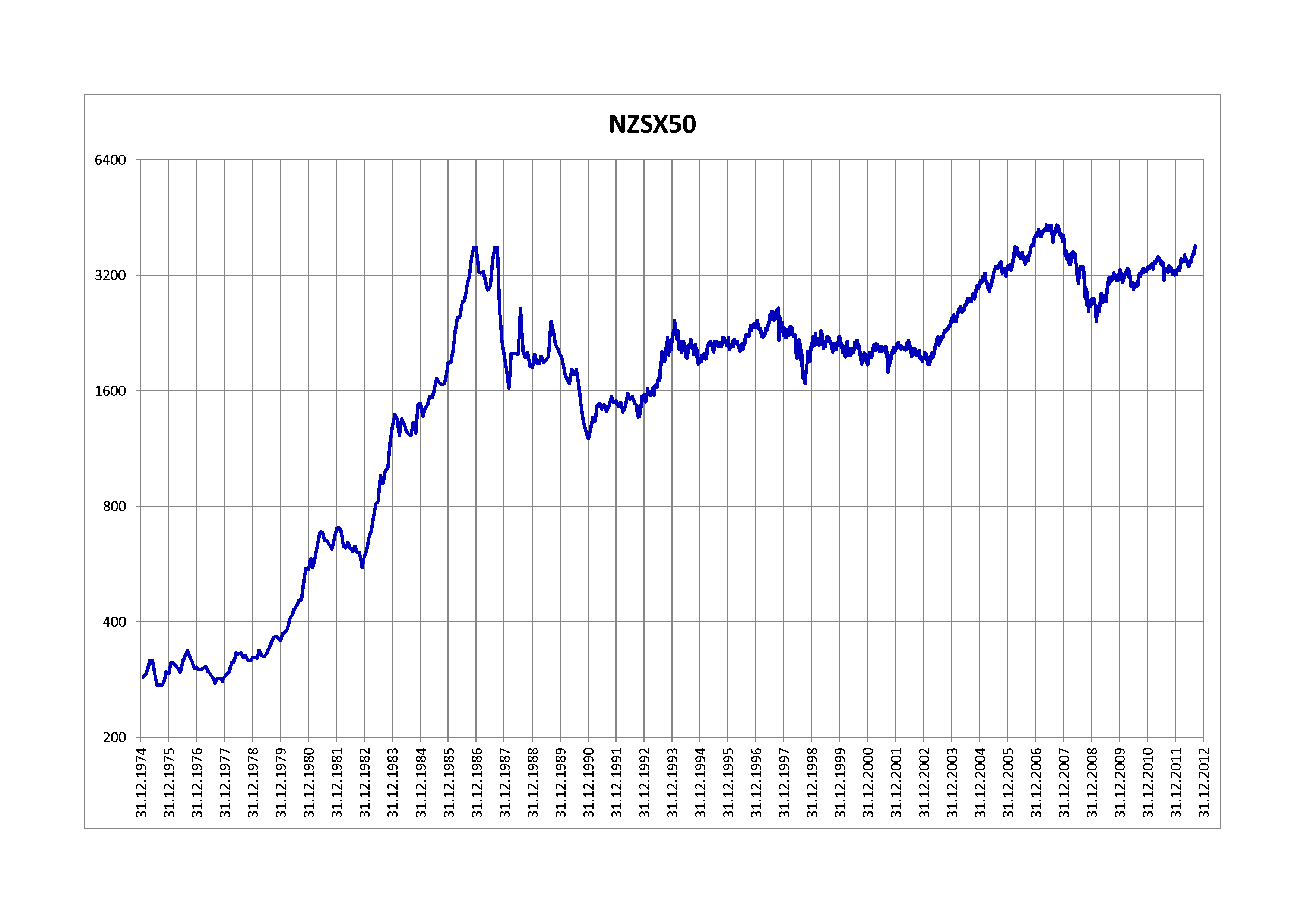
NZX 50 Index 1974–2012

| ティッカーシンボル | 企業                                                                       | セクター             |
| ------------------ | -------------------------------------------------------------------------- | -------------------- |
| AIA.NZ             | オークランド国際空港                                                       | 施設管理業           |
| AIR.NZ             | ニュージーランド航空                                                       | 運輸業               |
| ANZ.NZ             | オーストラリア・ニュージーランド銀行グループ                               | 総合金融業           |
| ARG.NZ             | アーゴ・プロパティー                                                       | 不動産業             |
| ARV.NZ             | アルヴィーダ・グループ                                                     | ヘルスケア施設運営業 |
| ATM.NZ             | ザ・a2ミルク                                                               | 食品製造業           |
| CEN.NZ             | コンタクト・エナジー                                                       | 電力小売業           |
| CNU.NZ             | コーラス                                                                   | 情報・通信業         |
| EBO.NZ             | EBOSグループ                                                               | 医療製品卸売業       |
| FBU.NZ             | フレッチャー・ビルディング                                                 | 建設業               |
| FPH.NZ             | フィッシャー・アンド・パイケル・ヘルスケア                                 | 医療製品製造業       |
| FRE.NZ             | フレイトウェイズ                                                           | 運輸業               |
| FSF.NZ             | フォンテラ                                                                 | 食品製造業           |
| GMT.NZ             | グッドマン・グループ                                                       | 不動産業             |
| GNE.NZ             | ジェネシス・エナジー                                                       | 電力小売業           |
| GTK.NZ             | ジェントラック・グループ                                                   | ソフトウェア開発業   |
| HGH.NZ             | ハートランド・グループ・ホールディングス                                   | 金融業               |
| IFT.NZ             | Infratil                                                                   | 電力小売業           |
| IPL.NZ             | インベストア・プロパティ                                                   | 不動産業             |
| KMD.NZ             | カトマンズ・ホールディングス                                               | 衣料品小売業         |
| KPG.NZ             | キウィ・プロパティ・グループ                                               | 不動産業             |
| MCY.NZ             | マーキュリーNZ                                                             | 電力小売業           |
| MEL.NZ             | メリディアン・エナジー                                                     | 電力小売業           |
| MET.NZ             | メットライフケア                                                           | ヘルスケア施設管理業 |
| MFT.NZ             | メインフライト                                                             | 運輸業               |
| NZR.NZ             | ザ・ニュージーランド・リファイニング                                       | 石油・石油製品製造業 |
| NZX.NZ             | NZX                                                                        | 金融証券取引所業     |
| OCA.NZ             | オセアニア・ヘルスケア                                                     | ヘルスケア施設運営業 |
| PCT.NZ             | プリーシンクト・プロパティ・ニュージーランド                               | 不動産業             |
| PFI.NZ             | プロパティ・フォー・インダストリー                                         | 不動産業             |
| POT.NZ             | ポート・オブ・タウランガ                                                   | 施設管理業           |
| PPH.NZ             | ブッシュペイホールディングス                                               | 情報・通信業         |
| RBD.NZ             | レストラン・ブランズ・ニュージーランド                                     | 飲食業               |
| RYM.NZ             | ライマン・ケルスケア                                                       | ヘルスケア施設管理業 |
| SAN.NZ             | サンフード                                                                 | 食品製造業           |
| SCL.NZ             | スケールズ                                                                 | 運輸業               |
| SKC.NZ             | スカイシティ･エンターテイメント・グループ                                  | カジノ運営業         |
| SKL.NZ             | Skellerup                                                                  | 衣料品製造業         |
| SKT.NZ             | スカイネットワーク・テレビジョン                                           | 情報・通信業         |
| SML.NZ             | シンライト・ミルク                                                         | 食品製造業           |
| SPG.NZ             | ストライド・プロパティ・アンド・ストライド・インベストメント・マネジメント | 不動産業             |
| SPK.NZ             | スパーク・ニュージーランド                                                 | 情報・通信業         |
| SUM.NZ             | サマーセット・グループホールディングス                                     | ヘルスケア施設管理業 |
| THL.NZ             | ツーリズム・ホールディングス                                               | 輸送機器製造業       |
| TPW.NZ             | トラストパワー                                                             | 電力小売業           |
| VCT.NZ             | ベクター                                                                   | 電力小売業           |
| VGL.NZ             | ビスタ・グループ・インターナショナル                                       | ソフトウェア開発業   |
| VHP.NZ             | バイタル・ケルスケア・プロパティー・トラスト                               | ケルスケア施設管理業 |
| WBC.NZ             | ウエストパック銀行                                                         | 金融業               |
| ZEL.NZ             | Zエナジー                                                                  | 石油小売業           |

## 記録
| タイプ | 年月日        | 値        |
| ------ | ------------- | --------- |
| 場中   | 2021年10月4日 | 13,340.82 |
| 終値   | 2021年10月4日 | 13,337.27 |